# Microperoryctes papuensis
Microperoryctes papuensis är en pungdjursart som först beskrevs av Eleanor M.O. Laurie 1952. Microperoryctes papuensis ingår i släktet muspunggrävlingar och familjen punggrävlingar. IUCN kategoriserar arten globalt som livskraftig. Inga underarter finns listade.
Pungdjuret når en kroppslängd mellan 18 och 20 cm (utan svans) och en vikt omkring 180 g. Pälsen är mörkgrå med en påfallande svart strimma på ryggen. Strimmor finns även i ansiktet. Arten hittades i sydöstra Nya Guinea mellan 1 200 och 2 600 meter över havet. Habitatet utgörs av fuktiga skogar.
Microperoryctes papuensis äter främst växtdelar.